# Lista orașelor din Sudan
Aceasta este o listă de orașe din Sudan:
| - Abekr - Abyei - Al Fashir - Al Managil - Al Qadarif - Al-Ubayyid - Atbara - Babanusa - Bentiu - Berber - Buwaidhaa - Delgo - Dongola - Ad-Damazin - Ed Dueim - El Ait - El Gebir - En Nahud - Er Rahad - Geneina |  | - Hala'ib - `Iyāl Bakhīt - Kaduqli - Kassala - Khartoum - Capitala - Khartoum North sau Bahri - Kusti sau Kosti - Malakal - Malualkon - Muglad - Nebelat el Hagana - New Halfa sau Halfa Aljadeda - Nimule - Nyala - Omdurman - Port Sudan sau Bur Sudan |  | - Rabak - Ruaba sau Umm Rawaba - Sennar sau Sannar - Shendi sau Shandi - Sindscha - Singa - Suakin - Tabat sau Al Shaikh Abdulmahmood - Taiyara - Tonj - Wad Banda - Wad Madani sau Wad Medani - Wadi Halfa |  | - Umm Bel - Umm Dam - Umm Debbi - Umm Gafala - Umm Keddada - Umm Qantur - Umm Saiyala - Umm Shanqa |  |